# Ognjen Kuzmić
Ognjen Kuzmić (nascut el 16 de maig de 1990 a Doboj, Bòsnia), és un jugador de bàsquet serbi d'origen bosnià, que juga a la posició de pivot.

## Trajectòria esportiva
Kuzmić va començar la seva carrera a Bòsnia i Hercegovina, al KK Findo Doboj, KK Borac Banja Luka. Un any més tard es traslladà a Korihait, un equip de la Lliga Finlandesa. El 2010, va deixar l'equip per tornar a Bòsnia per jugar amb el Čelik Zenica KK.
El 2011, signà per l'Unicaja Màlaga i jugà la seva primera temporada al filial de l'equip Benahavís Clínicas Rincón en la segona divisió de la lliga espanyola. També va jugar dos partits amb l'Unicaja a la Lliga ACB.
El 2012 el Màlaga el cedí per una temporada al Joventut de Badalona. Un any més tard, el jugador es desvinculà de l'equip malagueny per anar a jugar als Golden State Warriors de l'NBA.